# Hardemo socken
Hardemo socken i Närke ingick i Hardemo härad, uppgick 1967 i Kumla stad och området ingår sedan 1971 i Kumla kommun i Örebro län och motsvarar från 2016 Hardemo distrikt.
Socknens areal är 54,84 kvadratkilometer, varav 54,66 land. År 2000 fanns här 724 invånare. Kyrkbyn Hardemo med sockenkyrkan Hardemo kyrka ligger i socknen.

## Administrativ historik
Hardemo socken har medeltida ursprung.
Hardemo kyrkosocken var delad mellan Grimstens härad och Hardemo härad. Majoriteten av socknen, 42 mantal, hörde till Hardemo härad. Resten av socknen, 12 mantal av den så kallade Öja fjärding, hörde till Grimstens härad. Öja fjärding bestod av 2 mantal Alavi, 1/2 mantal Hulne (Hulunda), 3 mantal Måssby, 1/2 mantal Måssbytorp, 1/4 mantal Nälön, 1/4 mantal Skankerud, 1/2 Åkerön, 2 mantal Västra Öja samt 3 mantal Västra Öja. Den 1 januari 1891 (enligt beslut den 28 mars 1890) överfördes Öja fjärding till Hardemo härad.
Vid kommunreformen 1862 övergick socknens ansvar för de kyrkliga frågorna till Hardemo församling och för de borgerliga frågorna till Hardemo landskommun. Landskommunen inkorporerades 1952 i Kumla landskommun, uppgick 1967 i Kumla stad som 1971 ombildades till Kumla kommun.
1 januari 2016 inrättades distriktet Hardemo, med samma omfattning som församlingen hade 1999/2000.
Socknen har tillhört fögderier, tingslag och domsagor enligt vad som beskrivs i artikeln Hardemo härad.  De indelta soldaterna tillhörde Närkes regemente, Askersunds kompani och Livregementets husarkår, Västernärke skvadron.

## Geografi
Hardemo socken ligger väster om Kumla med en rullstensås, Hardemoåsen löpande från norr till söder. Socknen är slättbygd på Närkeslätten med skogsbygd i söder.

## Fornlämningar
Lösfynd och en hällkista från stenåldern är funna, liksom tre gravfält från järnåldern. Torshögen och en offerkälla, Sankt Olofs källa är likaså kända.

## Namnet
Namnet (1314 Hardeme') kommer troligen från en by eller gård. Efterleden innehåller hem, 'boplats, gård'. Förleden har föreslagits innehålla hart, 'skog, betesmark'.

## Kända personer från bygden
Psalmisten och evangelisten Emil Gustafson föddes och var bosatt i Hardemo.

## Befolkningsutveckling
| Befolkningsutvecklingen i Hardemo socken 1750–1990                                                      | Befolkningsutvecklingen i Hardemo socken 1750–1990 | Befolkningsutvecklingen i Hardemo socken 1750–1990 | Befolkningsutvecklingen i Hardemo socken 1750–1990 | Befolkningsutvecklingen i Hardemo socken 1750–1990 |
| --- | -------------------------------------------------- | -------------------------------------------------- | -------------------------------------------------- | -------------------------------------------------- |
| |                                                    |                                                    |                                                    |                                                    |
| År |                                                    |                                                    | Folkmängd                                          |                                                    |
| 1750 | 1750                                               |                                                    | 1 031                                              |                                                    |
| 1760 | 1760                                               |                                                    | 1 071                                              |                                                    |
| 1769 | 1769                                               |                                                    | 1 115                                              |                                                    |
| 1780 | 1780                                               |                                                    | 1 069                                              |                                                    |
| 1790 | 1790                                               |                                                    | 1 115                                              |                                                    |
| 1810 | 1810                                               |                                                    | 1 127                                              |                                                    |
| 1820 | 1820                                               |                                                    | 1 230                                              |                                                    |
| 1830 | 1830                                               |                                                    | 1 385                                              |                                                    |
| 1840 | 1840                                               |                                                    | 1 473                                              |                                                    |
| 1850 | 1850                                               |                                                    | 1 578                                              |                                                    |
| 1860 | 1860                                               |                                                    | 1 760                                              |                                                    |
| 1870 | 1870                                               |                                                    | 1 833                                              |                                                    |
| 1880 | 1880                                               |                                                    | 1 878                                              |                                                    |
| 1890 | 1890                                               |                                                    | 1 915                                              |                                                    |
| 1900 | 1900                                               |                                                    | 1 959                                              |                                                    |
| 1910 | 1910                                               |                                                    | 1 783                                              |                                                    |
| 1920 | 1920                                               |                                                    | 1 635                                              |                                                    |
| 1930 | 1930                                               |                                                    | 1 490                                              |                                                    |
| 1940 | 1940                                               |                                                    | 1 291                                              |                                                    |
| 1950 | 1950                                               |                                                    | 1 169                                              |                                                    |
| 1960 | 1960                                               |                                                    | 1 020                                              |                                                    |
| 1970 | 1970                                               |                                                    | 736                                                |                                                    |
| 1980 | 1980                                               |                                                    | 704                                                |                                                    |
| 1990 | 1990                                               |                                                    | 740                                                |                                                    |
| Anm: Källor: Umeå universitet - Tabellverket 1749-1859, Demografiska databasen, CEDAR, Umeå universitet |                                                    |                                                    |                                                    |                                                    |